# Viàzmino
Viàzmino (en rus: Вязьмино) és un poble de l'óblast de Saràtov, a Rússia, segons el cens del 2010 tenia 264 habitants. Pertany al districte municipal de Petrovsk.